# Молль, Готлиб
Готлиб Генрих Карл Молль (нем. Gottlieb Moll, 5 июня 1859, Ноймюнстер, Германский союз — 30 января 1926, Ноймюнстер, Шлезвиг-Гольштейн, Веймарская республика) — российский промышленник немецкого происхождения (прусский подданный). Основатель Апрелевского завода грампластинок. В России, куда он приехал в 1880, был известен как Богдан Васильевич Молль.

## Биография
Сначала работал на заводах С. И. Мальцова в Песочне и Людинове. Женился на Агафье Алексеевне Рубцовой, дочери литейного мастера.
С 1885 года занимался производством эмалированной посуды на Думиничском чугуноплавильном заводе Цыплаковых и Лабунского. Рецепт эмали Молль разработал самостоятельно и держал его в секрете. В 1908 году на выставке в Париже продукция Думиничского завода была удостоена золотой медали.
Помимо эмалировочного завода, у Молля в Жиздринском уезде Калужской губернии были небольшие предприятия по производству мыла, буры и сыра.
В октябре 1910 года Молль подал в московское губернское правление прошение о разрешении строительства «фабрики для изготовления граммофонных пластинок с числом рабочих от 15 до 20 человек на собственной земле, находящейся в Московской губернии Верейского уезда при имении Апрелевка Московско-Брянской железной дороги». Участок под строительство обошелся ему в 30 тысяч рублей.

Богдан Молль с сестрой и дочерьми

Молль начал переговоры о приобретении матриц с записывавшей русских певцов берлинской фирмой Da Capo Record, чтобы к открытию его фабрика уже имела объём работ. За 400 матриц Молль заплатил 15 тысяч немецких марок. В ноябре в Апрелевку прибыли из Германии два специалиста по граммофонному делу — Август Кибарт и Альберт Фогт.
15 декабря 1910 года была изготовлена первая 400-граммовая шеллачная пластинка. Фабрика сразу стала наращивать производство, уже в первый год на ней работало 50 человек и было выпущено 400 тысяч граммофонных дисков
После начала Первой мировой войны семья Моллей в 1915 году была выслана из своего хутора в Жиздринском уезде в Казанскую губернию. Только через два года Богдан Васильевич и его сын Иван возвратились на завод в Думиничах. После Октябрьской революции дважды арестовывались.
В 1918 г. Апрелевская фабрика «Метрополь-Рекорд», два эмалировочных и химический заводы, сельскохозяйственные предприятия Молля были национализированы. Фабрику переименовали в Апрелевский завод грампластинок «Памяти 1905 года».
Богдан Молль продолжал работать: разработал конструкцию одноконных плугов с эмалевым покрытием, и наладил их выпуск на Думиничском заводе.
В 1921 году Молль уехал из России в родной город Ноймюнстер, где и умер.